# Dirk Uittenbogaard
Dirk Uittenbogaard (ur. 8 maja 1990 r.) – holenderski wioślarz, brązowy medalista igrzysk olimpijskich, mistrz świata i Europy.

## Igrzyska olimpijskie
Na igrzyskach zadebiutował w 2016 roku w Rio de Janeiro. W eliminacjach ósemek zajął drugie miejsce, co pozwoliło awansować do repesaży. Tam dopłynęli do mety na drugiej pozycji, dającej możliwość wystąpienia w finale. W ostatnim podejściu zajął trzecie miejsce, zdobywając brązowy medal. W składzie osady znaleźli się także: Boaz Meylink, Kaj Hendriks, Boudewijn Röell, Olivier Siegelaar, Tone Wieten, Mechiel Versluis, Robert Lücken i Peter Wiersum jako sternik.